# Julius Jolly
Julius Jolly (Heidelberg, 28 dicembre 1849 – Würzburg, 24 aprile 1932) è stato un linguista e orientalista tedesco.

## Biografia
Figlio del fisico Philipp Johann Gustav e nipote del politico Julius August Isaak (1823-1891), primo ministro del Granducato di Baden, ha studiato lingue e letterature comparate, in particolare iraniche e sanscrito, prima a Berlino e poi a Lipsia. Dal 1877 ha insegnato le medesime materie presso l'università di Würzburg. In seguito ha visitato l'India, incontrando Rabindranath Tagore a Calcutta, dove ha tenuto alcune lezioni, che nel 1885 sarebbero state pubblicate sotto il titolo di Lineamenti di una Storia della Legge indù, divisa tra la successione e l'adozione (1885). Sarebbe tornato sull'argomento, con particolare riferimento al diritto, ai costumi e alle tradizioni degli Indù nel 1896, quando stese uno specifico saggio per l'«Enciclopedia della ricerca indo-ariana». Nel 1901 ha anche contribuito allo studio della medicina indiana.
Tra le sue principali pubblicazioni spiccano i libri sulle leggi dei Visnù e dei Narada, oltre alla traduzione di due volumi della serie dei Libri sacri dell'Oriente (in particolare il volume VII sulle Istituzioni di Visnu e il vol. XXXIII contenente il Libro delle leggi minori: Brihaspati). È andato in pensione nel 1922, pur continuando a tenere lezioni e a editare il Giornale di Storia Indiana. Jolly è stato anche insignito di due lauree honoris causa in medicina dall'Università di Gottinga e dall'Università di Oxford.